# BBC Japan
BBC Japan byl satelitní kanál BBC, respektive BBC Worldwide. Vysílal od roku 2004 do roku 2006.

## Historie
Kanál zahájil vysílání 1. prosince 2004, tedy ve stejný den, kdy zahájil vysílání BBC Prime v Asii.

## Program
BBC Japan vysílal podobný programový mix jako BBC Prime, tedy komedie, drama, sitcomy, seriály nebo zábavné pořady, jako příklad můžeme uvést například Hotýlek, v originále Fawlty Towers, nebo Černá zmije, v originále Blackadder. Mnoho pořadů vysílala BBC Japan s japonskými titulky.

## Zánik
20. března 2006 oznámila BBC, že lokální distributor JMC nemá nadále finanční zájmy dotovat provoz kanálu BBC Japan. 24. srpna 2006 také bylo oznámeno, že BBC Japan skončí vysílání 30. srpna 2006. Po zániku BBC Japan nebyl v Japonsku spuštěn žádný jiný kanál jako náhrada (BBC Entertainment vysílá ve většině asijských zemí kromě Číny a Japonska).